# Maurizio Martina
Maurizio Martina (Calcinate, 9 de septiembre de 1978) es un político italiano del Partido Democrático.
Fue  Ministro de Políticas Agropecuarias, Alimentarias y Forestales desde el 22 de febrero de 2014, en los gobiernos de Matteo Renzi y Paolo Gentiloni. El 7 de mayo de 2017, fue elegido Vicesecretario del Partido Democrático. Martina asumió el cargo de Secretaria interina del Partido Democrático después de que Matteo Renzi renunciara tras un pobre resultado en las elecciones en 2018 y renunciara en conjunto como Ministro de Agricultura. El 7 de mayo de 2017,  esté elegido Secretario de Diputado  del Partido Democrático.

## Biografía

### Secretario interino
En las elecciones ed 2018, la coalición de centro-izquierda llegó en tercer lugar detrás de la alianza de centro derecha, en la cual la Liga Matteo Salvini fue la principal fuerza política, y el Movimiento Cinco Estrellas de Luigi Di Maio terminó en segundo lugar. El 5 de marzo, Renzi anunció que el PD estará en oposición durante esta legislatura y que dimitirá como secretario cuando se forme un nuevo gabinete. Renzi renunció oficialmente el 12 de marzo durante la dirección nacional de PD, y su vicesecretario Martina fue nombrado líder interino.